# Peter Öberg (ishockeyspelare)
För andra betydelser, se Peter Öberg.
Peter Öberg, född 3 augusti 1982 i Umeå, är en svensk ishockeyspelare som vann SM-guld med ishockeylaget Modo Hockey 2007.
Peter Öberg har LN91, från Lögdeå och Nordmaling, som moderklubb. Via hockeygymnasiet i Örnsköldsvik började han spela juniorhockey för MoDo.
Den 6 mars 1999 debuterade han i elitserien, i en match mot Luleå, där MoDo vann med 9-0, då han fortfarande var sjutton år. 
Hans bästa säsong hittills var den 2006/2007 då fick han ihop 24 poäng. Inför säsongen 2008/2009 erbjöds han inget kontrakt med MoDo men skrev kontrakt med det ryska laget Gazovik Tiumen i andraligan Vyssjaja liga. Senare på säsongen flyttade han vidare till KalPa i den finska ligan, FM-ligan. Följande säsong skrev han kontrakt med VIK Västerås Hockey Klubb för spel i Allsvenskan. Efter tre säsonger återvände Peter Öberg till MoDo och spel i Elitserien inför säsongen 2012/2013. 
Han har representerat Sveriges U18-landslag i  U18-VM 2000 då Sverige erövrade bronsmedaljer. Han spelade också i Juniorvärldsmästerskapet i ishockey 2002 då Sveriges juniorlandslag slutade på sjätte plats.

## Meriter
- SM-guld 2007
- SM-silver 2002
- J18-SM silver 2000
- FM-ligan brons 2009
- U18-VM i ishockey 2000 - brons

## Klubbar
- LN 91 (moderklubb)
- Modo Hockey 1998/1999 - 2007/2008
- Gazovik Tiumen 2008/2009
- Gazovik Univer 2008/2009
- KalPa 2008/2009 FM-ligan
- VIK Västerås HK 2009/2010 - 2011/2012 (Hockeyallsvenskan)
- Modo Hockey 2012/2013 - nuvarande (Elitserien)